# KNVB Beker 2006/07 (vrouwen)
De 27ste editie van de KNVB Beker voor vrouwen werd gewonnen door Ter Leede die in de finale RVVH versloegen. Voor Ter Leede is het de derde keer dat de beker veroverd werd.

## Finale
| Thuis     | Uitslag | Uit  |
| --------- | ------- | ---- |
| Ter Leede | 4-1     | RVVH |

1980/81 · 1981/82 · 1982/83 · 1983/84 · 1984/85 · 1985/86 · 1986/87 · 1987/88 · 1988/89 · 1989/90 · 
1990/91 · 1991/92 · 1992/93 · 1993/94 · 1994/95 · 1995/96 · 1996/97 · 1997/98 · 1998/99 · 1999/00 · 
2000/01 · 2001/02 · 2002/03 · 2003/04 · 2004/05 · 2005/06 · 2006/07 · 2007/08 · 2008/09 · 2009/10 · 
2010/11 · 2011/12 · 2012/13 · 2013/14 · 2014/15 · 2015/16 · 2016/17 · 2017/18 · 2018/19 · 2019/20 ·
2020/21 · 2021/22 · 2022/23 · 2023/24 · 2024/25